# میان‌افزار (برنامه‌های توزیع‌شده)
میان‌افزار (به انگلیسی: Middleware)، رده‌ای از فناوری نرم‌افزار است که برای یاری رساندن در مدیریت پیچیدگی و عدم تجانس موجود در ماهیت سامانه‌های توزیع شده، طراحی شده است.

میان‌افزار به عنوان لایه‌ای در بالای لایهٔ سیستم عامل و در سطح زیرین لایه برنامه کاربردی توزیع شده قرار می‌گیرد.